# Asia (groupe)
Pour les articles homonymes, voir Asia.
Asia est un supergroupe britannique de rock, originaire d'Angleterre. Il est formé en 1981 par d'anciens musiciens de Yes, Emerson, Lake and Palmer, The Buggles et King Crimson. Le style musical d'Asia contient des éléments progressifs appuyés par une importante technicité.

## Biographie

### Formation et débuts (1981–1985)
La formation originale d'Asia se compose du claviériste Geoff Downes (ex-Buggles et ex-Yes), du guitariste Steve Howe (ex-Yes), du batteur Carl Palmer (ex-Atomic Rooster et ex-ELP) et du bassiste John Wetton (ex-King Crimson).
Le premier album du groupe, Asia, sort en 1982 et inclut le succès Heat of the Moment, no 4 aux États-Unis. En 1983, le deuxième album, Alpha, rentre dans les bacs : Don't Cry fait exploser les charts et Open Your Eyes le suit de près.
En 1983, John Wetton quitte temporairement le groupe pour être remplacé par un autre ex-ELP, Greg Lake qui prendra donc la place à la basse et au chant, on peut le retrouver sur le vinyle et le vidéo de 1983, Asia in Asia enregistré lors du concert au Nippon Budokan Hall le 6 décembre 1983. C'était un peu comme Yes rencontre ELP, vu la présence de deux ex-Yes et deux ex-ELP. Par la suite, en 1984, Lake quitta le groupe alors que Wetton reprit sa place.
En 1985, le troisième album du groupe intitulé Astra (enregistré avec Mandy Meyer en remplacement de Steve Howe parti former le groupe GTR avec Steve Hackett), ne rencontre pas le succès commercial espéré. Le groupe vivote ainsi jusqu'au début des années 1990 où il se présente sous une nouvelle mouture : ne subsiste plus alors de la formation classique que Geoff Downes aux claviers. Le nouveau chanteur-bassiste qui remplace John Wetton est John Payne, inconnu du grand public jusqu'alors. Le groupe enregistre alors plusieurs albums dont l'impact n'a plus rien à voir avec le succès des débuts.

### Période Downes/Payne (1991–2006)

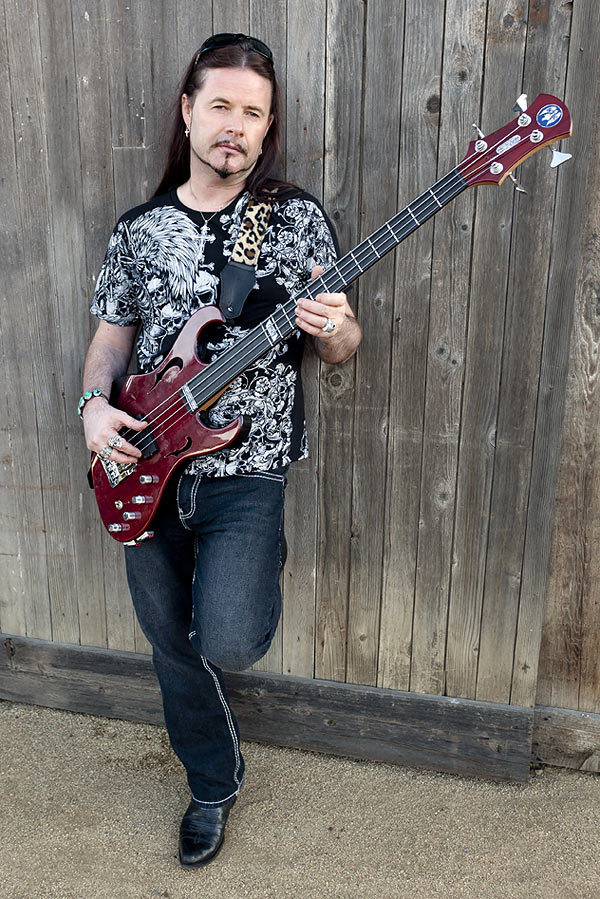
John Payne, ici en 2011.

Après le départ de Wetton en 1991, le chanteur-bassiste John Payne rejoint le groupe et, avec Downes, recrute de nouveaux musiciens et dirige le groupe jusqu'en 2006.
Le premier album avec cette formation se nomme Aqua, sorti en juin 1992. Outre Downes et Payne, L’album comporte Howe, Palmer et le guitariste Al Pitrelli (de Danger Danger, Megadeth et Alice Cooper). Howe est revenu pendant les sessions après avoir quitté Yes, mais Palmer va lui aussi bientôt partir, s’engageant dans une réunion de ELP, et ne joue que sur trois chansons. Les batteurs Simon Phillips et Nigel Glockler  ensuite complètent les sessions. Le single environnementaliste de Downes Who Will Stop the Rain ? (écrit à l'origine pour Max Bacon et le projet avorté Rain, apparaissant plus tard sur l'album solo de ce dernier From The Banks Of The River Irwell) attire l'attention de la radio.
La tournée de l’Aqua Club met en vedette Howe (dont la présence est fortement encouragée), qui monte sur scène après la cinquième chanson. La tournée a suffisamment de succès pour justifier la continuation du groupe. La tournée de 1992 à 1993 comprend de la sorte Downes, Howe, Payne, le guitariste Vinny Burns et le batteur Trevor Thornton. Avant une tournée de festivals européens à la fin de 1993, Howe et Burns quittent et sont remplacés par le guitariste Keith More.
Le groupe publie Aria en mai 1994, dans lequel apparait à nouveau le guitariste Al Pitrelli, qui quittera Asia pendant la courte tournée de l'album. Ce dernier n’obtient pas un bon résultat commercial et la tournée suivante est limitée à quatre concerts. L'ex-guitariste de Simply Red, Aziz Ibrahim, prend la relève pendant la tournée. Aria incorpore également le nouveau batteur Michael Sturgis, qui avait été impliqué lors de la réunion avortée du groupe en 1987 et qui avait participé à certaines sessions pour Aqua. Aria n'est pas publié aux États-Unis avant mai 1995.
Au cours du réveillon du Nouvel An 1995-1996, un tuyau percé inonde la régie du studio d’enregistrement de Downes et Payne, le Electric Palace, à Londres. Parmi les équipements perdus, une chambre forte contenant des documents inédits est retrouvée intacte. Le groupe décide de publier le matériel sur deux disques, Archiva 1 et Archiva 2. Les ensembles d’Archiva sont donc des collections de chansons inédites enregistrées au cours des trois premiers albums de la formation Downes / Payne.
Ensuite, Arena, sort en février 1996, met en vedette Downes, Payne, Sturgis, Ibrahim et le guitariste invité Elliott Randall (ex-Steely Dan et Randy Crawford). L'album sort sur Resurgence Records mais il n'y a pas de tournée par manque d'intérêt. La seule performance promotionnelle du groupe liée à l’album se déroule le 19 avril 1996, lorsque Downes et Payne apparaissent avec le guitariste Elliott Randall à l’émission de radio Virgin FM à Londres, pour jouer la chanson Never.
Un album tout acoustique, Live Acoustic, est enregistré par le groupe à Stadthalle, Bruchsal, Allemagne le 21 septembre 1997 (et sort en décembre 1999), dans lequel figurent une formation de Downes, Payne, Ibrahim et du batteur Bob Richards.
En 1999, il est question d'une réunion de la formation originale mais sans Howe. La proposition initiale inclut Dave Kilminster à la guitare, qui avait déjà tourné et enregistré avec Wetton. Alors que Howe est intéressé à participer, il est incapable de le faire en raison de son emploi du temps chargé avec Yes. Cette réunion n'a pas eu lieu et John Payne poursuit avec Asia sans interruption. Wetton et Palmer se réunissent toutefois pour former Qango, avec Dave Kilminster à la guitare et John Young aux claviers. Bien que le groupe soit de courte durée, un album live est publié Live in the Hood en 2000. Kilminster travaille ensuite avec Keith Emerson et The Nice sur l'album Vivacitas ainsi qu'avec Roger Waters.
En 2000, Geffen / Universal publie un album de compilations intitulé The Best of Asia Heat of the Moment (1982-1990), qui présente également trois raretés sorties en singles à l’époque. En mai 2000, le groupe sort un album entièrement instrumental intitulé Rare.

### Retour de la formation originale (2006–2013)

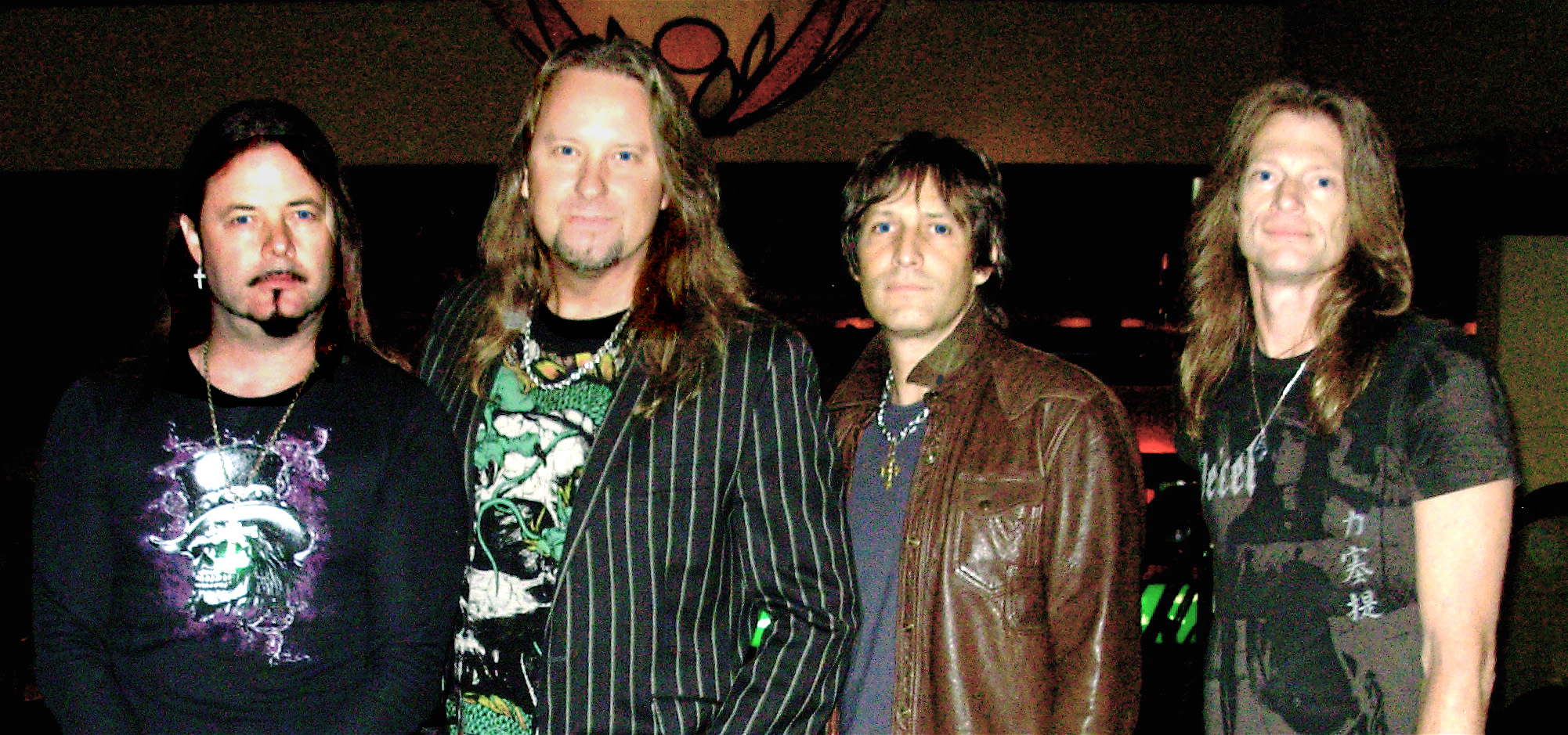
Asia Featuring John Payne en 2009 : John Payne, Erik Norlander, Jay Schellen et Mitch Perry.

En 2006, Geoff Downes « divorce » de John Payne et reforme le groupe sous sa formation d'origine, avec Wetton, Howe et Palmer, pour une tournée mondiale entièrement consacrée aux titres des deux premiers albums. L'album Phoenix paraît en 2008 et ramène donc la formation d'origine, la longue chanson Parallel Worlds est ce que le groupe a produit qui se rapproche le plus du rock progressif. De son côté, Payne continue de jouer avec les musiciens de la dernière mouture d'Asia avant le départ de Downes et lance en 2007 « Asia Featuring John Payne », Erik Norlander prenant la place vacante aux claviers : il existe donc deux Asia simultanément.
Profitant d'une initiative de Universal Japan, le groupe remasterise en octobre 2010 son premier album, Asia, sous le format Super Audio CD, et les deux albums suivants, Alpha et Astra, suivirent en 2014-2015 sous ce même format. En 2013, Steve Howe, trop occupé tant par sa carrière solo que par Yes (que Geoff Downes a également rejoint en 2011), quitte donc Asia pour être remplacé par Sam Coulson.
Au printemps 2014, le dernier album en date du groupe, Gravitas sort et c'est le premier sans Steve Howe : Asia y est donc constitué de John Wetton, Geoffrey Downes, Carl Palmer et Sam Coulson.

### Mort de Wetton (2017)
Le 31 janvier 2017, le chanteur et bassiste John Wetton meurt des suites d'un cancer du côlon, à l'âge de 67 ans. Ne subsistent donc plus que Geoff Downes, Carl Palmer et Sam Coulson, c'est Billy Sherwood de Yes (où il a remplacé Chris Squire décédé en 2015) qui le remplace à la basse et au chant. La dernière parution du groupe consiste en un triple album live enregistré en Bulgarie en 2013 et contient deux CD et un DVD, Asia Symfonia - Live In Bulgaria 2013, avec Sam Coulson à la guitare. À la suite du décès de Wetton, Palmer déclare : « Nous avons donc recruté Billy et nous avons vécu un moment phénoménal, c'était une expérience formidable, John aurait aimé être sur cette tournée donc je suis content qu'on l'ait fait pour lui de toute façon » . En août, Palmer déclare qu'il n'y avait pas de plans immédiats pour continuer Asia, car il était trop tôt pour prendre des décisions et les membres du groupe sont occupés sur d'autres projets dans l'intervalle.

### Tournée avec Yes et Carl Palmer's ELP Legacy (2019)
Du 12 juin au 28 juillet 2019, Asia est en concert avec Yes, Carl Palmer's Elp Legacy ainsi que Arthur Brown (rappelons que Carl a participé à la tournée du groupe The Crazy World of Arthur Brown aux États-Unis en 1969 avant de former Atomic Rooster), John Lodge et d'autres invités, dans le cadre de la tournée Royal Affair Tour. Selon le magazine Rolling Stone, Sam Coulson n'est pas de la tournée avec Asia et il est remplacé par l'ex-guitariste de Guns N' Roses Ron Thal. Comme Steve Howe joue autant avec Yes qu'avec Asia, il y a donc deux guitaristes pendant la performance du groupe. Asia confirme également que Sam Coulson a quitté le groupe amicalement en 2018 pour se consacrer à des projets solo et qu'il sera désormais remplacé en tant que guitariste par Ron Thal, qui prend également la direction du chant, Billy Sherwood demeurant à la basse mais participant aux chœurs. Coulson confirme son départ sur Twitter le même jour.

### 40eanniversaire (2022)
En janvier 2022, le groupe annonce une tournée en été pour célébrer son quarantième anniversaire. Le guitariste-chanteur Ron Thal n'étant pas disponible, c'est Marc Bonilla, ex-guitariste de Keith Emerson, qui accompagnera Asia pour cette tournée. Cependant, la tournée est annulée en raison du retrait d'Alan Parsons, la première partie du groupe, lequel doit subir une intervention chirurgicale. À la suite de l'annulation, Palmer déclare en février 2023 qu'aucune activité n'est prévue pour le reste de l'année.
Le groupe repart en tournée aux États-Unis à l'été 2024 avec une nouvelle formation : Geoff Downes (claviers), Virgil Donati (batterie), John Mitchell (guitare) et Harry Whitley (basse, chant).

## Membres

### Membres actuels
- Geoff Downes : claviers, chœurs (1981-1986, depuis 1990)
- Harry Whitley : basse, chant (depuis 2024)
- John Mitchell  : guitare (depuis 2024)
- Virgil Donati  : batterie (depuis 2024)

### Anciens membres
| - John Wetton (†) : basse, chant (1981-1983, 1984-1986, 1989-1991, 2006-2017), mort le 31 janvier 2017 - Steve Howe : guitares, mandoline, chœurs (1981-1984, 1992-1993, 2006-2013, invité en 2000 et 2019) - Carl Palmer : batterie, percussions (1981-1986, 1989-1992, 2006-2023) - Greg Lake (†) : basse, chant (1983-1984), mort le 7 décembre 2016 - Mandy Meyer : guitare, chœurs (1984-1986) - John Young : claviers, chœurs (1989) - Alan Darby : guitare (1989) - Holger Larisch : guitare (1989) - Pat Thrall : guitare, chœurs (1990-1991) - John Payne : chant, basse, guitare (1991-2006) - Al Pitrelli : guitare (1991-1992, 1993-1994) - Vinny Burn : guitare, chœurs (1992-1993) | - Trevor Thornton : batterie (1992-1994) - Michael Sturgis : batterie, percussions (1994-1997, 1998-1999) - Aziz Ibrahim : guitare, chœurs (1994, 1998) - Elliot Randall : guitare (1996) - Bob Richards : batterie (1997) - Ian Chrichton : guitare (1998-1999) - Chris Slade : batterie, percussions (1999, 2000-2005) - Guthrie Govan : guitare, chœurs (2006-2006) - Jay Schellen : batterie, percussions (2005-2006) - Sam Coulson : guitares, chœurs (2013-2018) - Ron Thal : guitare, chant (2019) - Billy Sherwood : basse (2017-2023, invité en 2004), chant (2017-2018), chœurs (2019-2023), guitare (invité en 2004) - Marc Bonilla : guitare, chant (2022-2023) |

## Discographie

### Albums studio
Légendes :
- (*) : enregistré par la formation d'origine Wetton, Howe, Downes et Palmer.
- (**) : enregistré par la formation d'origine, excepté Steve Howe.
- (***) : enregistré avec John Payne au chant et uniquement Geoff Downes comme membre d'origine.

| - 1982 : Asia* - 1983 : Alpha* - 1985 : Astra** - 1992 : Aqua* - 1994 : Aria*** - 1996 : Arena*** - 1999 : Rare*** | - 2001 : Aura*** - 2004 : Silent Nation*** - 2008 : Phoenix* - 2010 : Omega* - 2012 : XXX* - 2014 : Gravitas** |

### Albums en concert

#### Années 1990
- 1990 : Live: 09-XI-90 Mockba
- 1997 : Now: Live in Nottingham
- 1997 : Live in Osaka (double album)
- 1997 : Live in Köln (double album)
- 1997 : Live in Philadelphia (double album)
- 1999 : Live at the Town and Country Club (avec John Payne, Steve Howe, Vinny Burns, Trevor Thornton)
- 1999 : Live Acoustic (enregistré en 1997 lors d'une rare performance d'Asia acoustique au Stadthalle en Allemagne)

#### Années 2000
- 2000 : Live in Russia
- 2001 : Ensŏ' Kai (enregistré lors d'un concert au Budokan Hall Tokyo au Japon en 1983, avec Greg Lake à la basse et au chant)
- 2001 : Alive in Hallowed Halls (enregistré en 1983)
- 2002 : Quadra
- 2002 : America: Live In the USA
- 2002 : Live at Budokan (transfert du DVD Asia in Asia de 1984 sur un CD de qualité inégale avec Greg Lake)
- 2007 : Fantasia: Live In Tokyo

#### Années 2010
- 2010 : Spirit of the Night The Phœnix Tour Live In Cambridge 2009 (CD + DVD)
- 2010 : Live Around the World
- 2012 : Resonance : the Omega tour 2010 (enregistré à Bâle, Suisse, le 4 mai 2010 (2CD + 1DVD))
- 2014 : Asia at High Voltage - Live
- 2015 : Axis XXX Live in San Francisco MMXII (2CD + 1DVD)
- 2016 : Greatest Live Hits (Double Album)
- 2017 : Asia Symfonia - Live In Bulgaria 2013 (2CD/DVD Blu-Ray MP3 Audio) (Geoff Downes, Sam Coulson, John Wetton et Carl Palmer)

#### Années 2020
- 2022 : live At The Budokan Arena - Hiroki Furutani 2022 remix.

### Compilations

#### Années 1990
- 1990 : Then and Now (moitié studio, moitié compilation)
- 1996 : Archiva Vol. 1 (raretés et inédits)
- 1996 : Archiva Vol. 2 (raretés et inédits)
- 1997 : Archives
- 1997 : Anthology
- 1999 : Axioms

#### Années 2000
- 2000 : The Best of Asia 1988-1997 Archives
- 2000 : The Very Best of Asia: Heat of the Moment (1982-1990)
- 2002 : Anthologia
- 2002 : Classic Asia – Universal Masters Collection
- 2003 : 20th Century Masters - The Millennium Collection: The Best of Asia
- 2005 : Chronicles: Asia/Alpha/Astra
- 2005 : Asia Gold
- 2006 : The Definitive Collection

#### Années 2010
- 2012 : The Asia Collection (triple album)
- 2013 : Heat of the Moment - The Essential Collection

#### Années 2020
- 2021 : The Reunion Albums 2007-2012 (Coffret 5CD)

### Singles
- 1982 : Heat of the Moment/Time Again
- 1982 : Only Time Will Tell/Ride Easy
- 1982 : Only Time Will Tell/Time Again (version 7")
- 1982 : Sole Survivor/Here Comes the Feeling
- 1983 : The Smile has Left Your Eyes/Lyin' to Yourself
- 1983 : Don't Cry/Daylight (version 7" originale)
- 1983 : Don't Cry/True colours (version 7" américain)
- 1983 : Don't Cry/Daylight/True Colours (version 12" originale)
- 1985 : Go/After the War (version 7")
- 1985 : Go (Remix)/After the War/Go (Instrumental) (version 12")
- 1985 : Go (version longue)
- 1986 : Wishing/Too Late
- 1990 : Days Like These/Voice of America
- 1992 : Who Will Stop the Rain?/Aqua Pt 1/Heart of Gold (version 12")
- 1992 : Who Will Stop the Rain?/Aqua Pt 1 (version 7")
- 1992 : Who Will Stop the Rain? (version 10")

### EP
- 1986 : Aurora
- 1994 : Anytime/Reality/Anytime (Extended)/Feels Like Love
- 2006 : Long Way from Home (Radio edit) /What About Love (Radio edit) /Silent Nation (Acoustic version) /Long Way from Home (Acoustic version)

## Vidéographie
- 1983 : Asia in Asia (avec Greg Lake en remplacement de John Wetton durant la tournée en Asie)
- 1990 : Andromeda
- 1992 : Live in Moscow
- 2003 : The Ultimate Anthology
- 2003 : Live Legends
- 2004 : The Best of Asia - 20th Century Masters The DVD Collection
- 2005 : The Ultimate Collection (coffret de 3 DVD contenant DVD 1: Live in Moscow, DVD 2: Live in Nottingham et DVD 3: Live in the U.S.A.)
- 2007 : Fantasia Live in Tokyo
- 2014 : High Voltage Live
- 2015 : Axis XXX Live San Francisco

## Participations
- 1990 : Rock Aid Armenia: The Earthquake Album - Asia apparait avec la chanson Heat of the moment.
- 2000 : Qango : Live In The Hood - Carl Palmer et John Wetton jouent sur cet album du groupe Qango qui n'enregistre qu'un seul album, lors d'un concert donné le 3 février 2000 au Robin Hood de Brierley Hill dans les West Midlands en Grande-Bretagne; en compagnie de David Kilminster à la guitare et John Young aux claviers (qui avait brièvement remplacé Geoff Downes au sein d'Asia en 1989). Qango existe de 1999 à 2000. Cependant, le groupe n'attire pas le même intérêt commercial qu'Asia. Deux spectacles sont prévus pour novembre 1999, mais sont annulés car Wetton doit subir une opération à un poignet. Au lieu de cela, le groupe donne cinq dates au Royaume-Uni en février 2000 et six en avril. Les plans de tournée ultérieurs ainsi qu'un projet pour enregistrer un album studio sont abandonnés, lorsque Wetton et Palmer rejoignent Asia.
- 2022 : Heat of the moment est dans la BO du film  d' horreur Barbarian. On l' entend en bruit de fond lors d' une scène.